# Двойная спираль нуклеиновых кислот
В молекулярной биологии биологии термин «Двойная Спираль» относится к структуре, образованной двухцепочечными молекулами нуклеиновых кислот, такими как ДНК. Двойная спиральная структура комплекса нуклеиновой кислоты возникает как следствие его вторичной структуры и является фундаментальным компонентом, определяющим его третичную структуру. Этот термин вошел в популярную культуру с публикацией в 1968 году книги Джеймса Уотсона « Двойная спираль » : личный отчет об открытии структуры ДНК.
Двойную спираль ДНК называют символом нашего века.
Биополимер двойной спирали ДНК нуклеиновой кислоты удерживается вместе нуклеотидами, которые образуют пары оснований. В B-ДНК, наиболее распространенной двойной спиральной структуре, встречающейся в природе, двойная спираль является правосторонней с примерно 10–10,5 парами оснований на виток. Структура двойной спирали ДНК содержит большую и малую бороздки. В B-ДНК большая бороздка шире малой. Учитывая разницу в ширине большой и малой борозд, многие белки, которые связываются с В-ДНК, делают это через более широкую большую бороздку.

## История
Модель двойной спирали структуры ДНК была впервые опубликована в журнале Nature Джеймсом Уотсоном и Фрэнсисом Криком в 1953 году (координаты X, Y, Z в 1954 году ) на основе работы Розалинды Франклин и ее ученицы. Раймонд Гослинг, который сделал важное рентгеновское дифракционное изображение ДНК, помеченное как «Фото 51», а также Морис Уилкинс, Александр Стоукс и Герберт Уилсон, а также химические и биохимические данные о спаривании оснований. Эрвин Чаргафф.  Предыдущая модель представляла собой трехцепочечную ДНК.
Осознание того, что структура ДНК представляет собой двойную спираль, прояснило механизм спаривания оснований, с помощью которого генетическая информация хранится и копируется в живых организмах, и широко считается одним из самых важных научных открытий 20 века. Крик, Уилкинс и Уотсон получили по одной трети Нобелевской премии года по физиологии и медицине 1962 года за вклад в открытие.

## Гибридизация нуклеиновых кислот
Гибридизация — это процесс связывания комплементарных пар оснований с образованием двойной спирали. Плавление — это процесс, при котором взаимодействия между цепями двойной спирали разрываются, разделяя две цепи нуклеиновой кислоты. Эти связи слабы, легко разъединяются легким нагреванием, ферментами или механической силой. Плавление происходит преимущественно в определенных точках нуклеиновой кислоты. Области, богатые T и A, легче плавятся, чем области, богатые C и G. Некоторые ступени оснований (пары) также подвержены плавлению ДНК, такие как TA и TG. Эти механические особенности отражаются в использовании последовательностей, таких как ТАТА, в начале многих генов, чтобы помочь РНК-полимеразе плавить ДНК для транскрипции.
Разделение цепей при осторожном нагревании, используемом в полимеразной цепной реакции (ПЦР), является простым, при условии, что молекулы имеют менее примерно 10 000 пар оснований (10 пар килобаз или 10 т.п.н.). Переплетение нитей ДНК затрудняет разделение длинных сегментов. Клетка избегает этой проблемы, позволяя своим ферментам плавления ДНК (хеликазам) работать одновременно с топоизомеразами, которые могут химически расщеплять фосфатный остов одной из цепей, чтобы он мог вращаться вокруг другой. Геликазы раскручивают нити, чтобы облегчить продвижение ферментов, считывающих последовательность, таких как ДНК-полимераза.

## Геометрия Основной Пары
Геометрию основания или шага пары оснований можно охарактеризовать 6 координатами: смещение, скольжение, подъем, наклон, крен и скручивание. Эти значения точно определяют положение и ориентацию в пространстве каждого основания или пары оснований в молекуле нуклеиновой кислоты относительно ее предшественника вдоль оси спирали. Вместе они характеризуют спиральную структуру молекулы. В областях ДНК или РНК, где нормальная структура нарушена, изменение этих значений можно использовать для описания такого нарушения.
Для каждой пары оснований, рассматриваемой относительно ее предшественника, необходимо учитывать следующие геометрические параметры пар оснований:
- Сдвиг
- Протяжение
- Вертячка (Зигзагообрразное положение)
- Пряжка
- Пропеллер: вращение одного основания по отношению к другому в той же паре оснований.
- Открытие
- Сдвиг: смещение по оси в плоскости базовой пары, перпендикулярной первой, направленное от малой к большой бороздке.
- Скольжение: смещение по оси в плоскости пары оснований, направленное от одной нити к другой.
- Подъем: смещение по оси спирали.
- Наклон: вращение вокруг оси сдвига.
- Roll: вращение вокруг оси слайда.
- Твист: вращение вокруг оси подъема.
- х-смещение
- Y-смещение
- Склонность
- Кончик
- Шаг: высота за полный оборот спирали.

Подъем и поворот определяют направление и шаг спирали. Остальные координаты, напротив, могут быть нулевыми. Скольжение и сдвиг обычно малы в B-ДНК, но значительны в A- и Z-ДНК. Поворот и наклон делают последовательные пары оснований менее параллельными и обычно имеют небольшой размер.
Обратите внимание, что «наклон» часто используется в научной литературе по-разному, имея в виду отклонение первой, межцепочечной оси пары оснований от перпендикулярности к оси спирали. Это соответствует скольжению между последовательностью пар оснований и в координатах на основе спирали правильно называется «наклоном».